# Peucedanum pearsonii
Peucedanum pearsonii är en flockblommig växtart som beskrevs av Robert Stephen Adamson. Peucedanum pearsonii ingår i släktet siljor, och familjen flockblommiga växter. Inga underarter finns listade i Catalogue of Life.